# Белолобая веерохвостка
Белолобая веерохвостка (лат. Rhipidura aureola) — вид небольших воробьиных птиц из семейства веерохвостковых.

## Описание

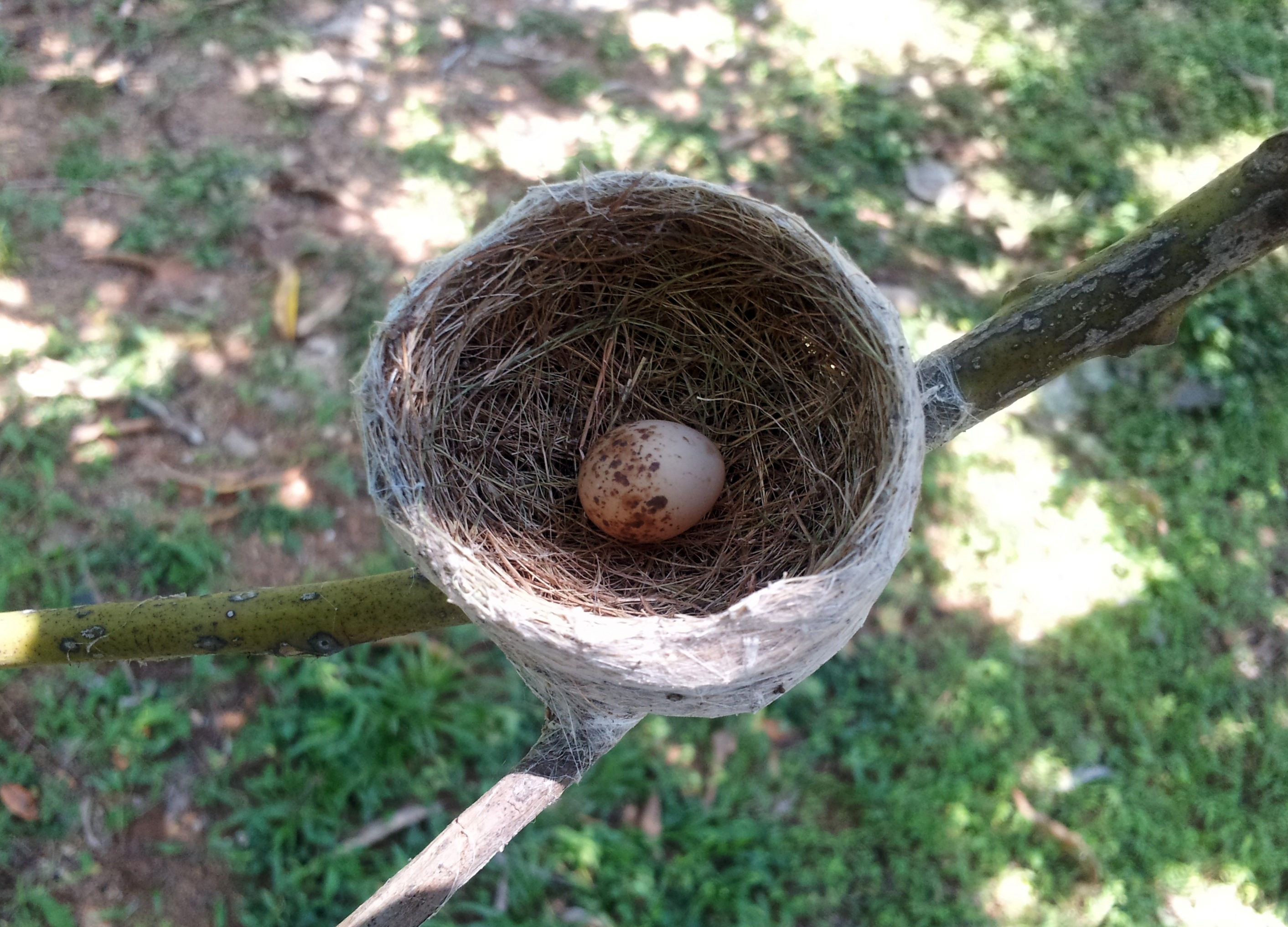
Гнездо белолобой веерохвостки на ветке манго (Шри-Ланка)

Взрослые белолобые веерохвостки — мелкие птицы, размером около 18 см. Оперение темно-коричневое сверху и белое снизу. На крыльях — белые пятна. Веерообразный хвост с белой каймой, длинные белые надбровные дуги сходятся на лбу. Горлышко и маска вокруг глаз черные, окаймлены белыми полосами. Клюв черный, ноги коричневого цвета. У некоторых подвидов на горле — длинные коричневые пятна, а нижняя сторона хвоста коричневая. Единственная разница между полами заключается в том, что у самок голова немного светлее, чем у самцов.

## Распространение и места обитания
Птицы гнездятся в тропических регионах Индийского субконтинента и Юго-Восточной Азии. Вид распространен от восточного Пакистана до южного Индокитая в таких странах как Шри-Ланка, Пакистана, Индия и Бангладеш. Встречается в лесах и лесистой местности а также в садах.

## Поведение и экология
Гнезда небольшие, чашеобразные, расположены на деревьях. Строятся из растительных волокон и трав, переплетенных паутиной.
Кладка состоит из трех яиц розового или кремового цвета. Яйца высиживаются от 12 до 16 дней. Вылупившиеся птенцы остаются в гнезде еще на 11-17 дней. Некоторые выводки становятся жертвами более крупных хищных птиц или млекопитающих. Кроме того, кукушки выбирают их в качестве приемных родителей для своего потомства.
Белолобые веерохвостки — насекомоядные птицы. Охотятся на насекомых в основном на земле, вспугивая насекомых движением хвоста и потом ловя их на лету. Ищут насекомых и под корой гнилых деревьев или ловят на лету.
Песня самцов представляет собой мелодию коротких свистов, которые повышаются или понижаются по высоте.
Международный союз охраны природы относит белолобых веерохвосток к видам, вызывающим наименьшие опасения.

## Галерея

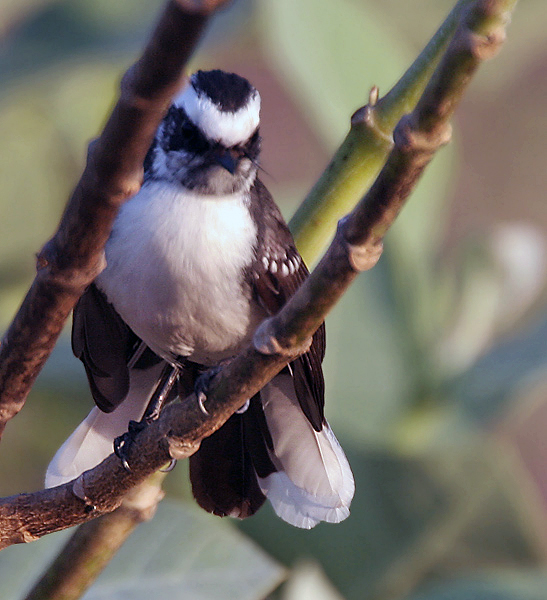
В районе Вадодара, штат Гуджарат, Индия.
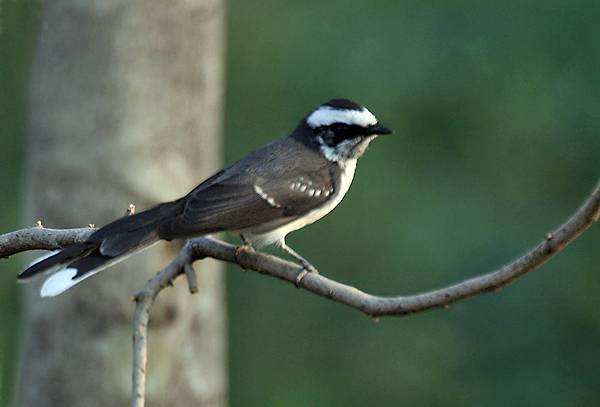
В районе Вадодара, штат Гуджарат, Индия.
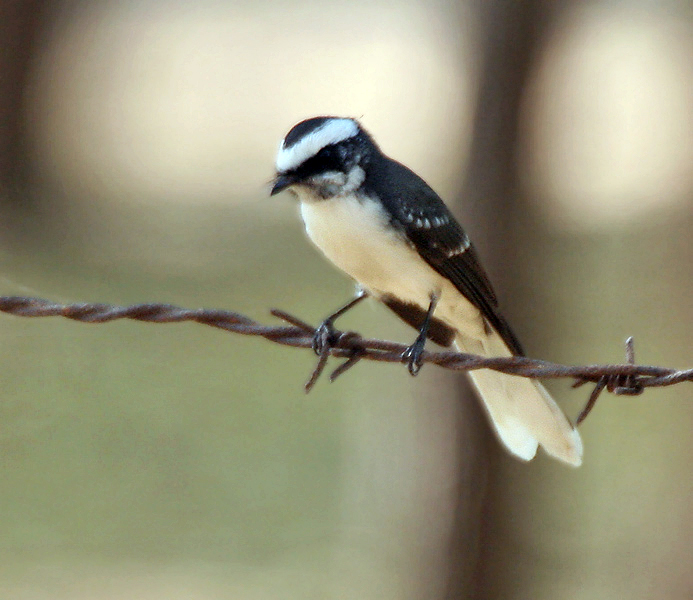
В районе Вадодара, штат Гуджарат, Индия.
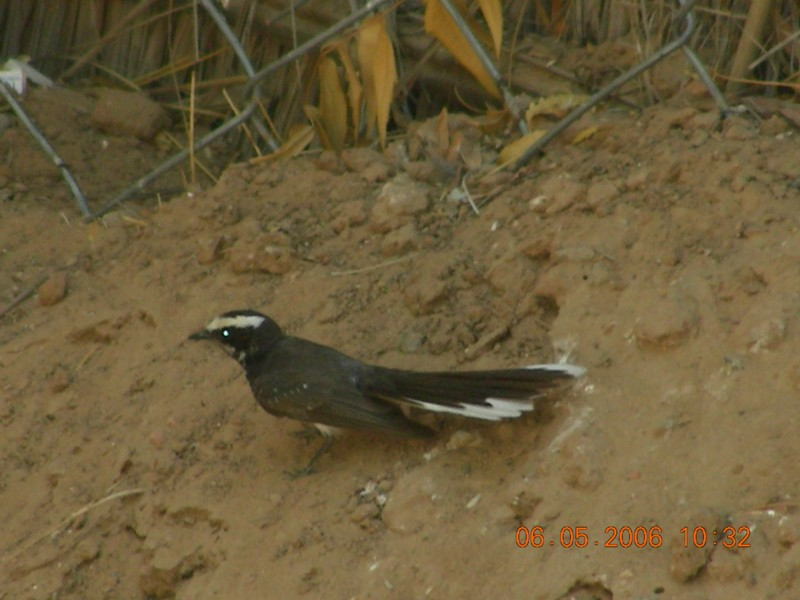
В пустыне Тар, Индия.